# Kuwait
Il Kuwait (AFI: /kuˈwait/ o /kuˈvait/; in arabo الكويت‎?, al-Kuwayt), ufficialmente Stato del Kuwait (in arabo دولة الكويت‎?, Dawlat al-Kuwayt), è un paese arabo del Medio Oriente affacciato sul golfo Persico; confina con l'Arabia Saudita a sud e con l'Iraq a nord. Rappresenta uno degli Stati più ricchi al mondo, forte della sua industria petrolifera.

## Etimologia
Il nome significa piccola fortezza (lungo il litorale). L'antico nome della regione era Qurayn.

## Storia

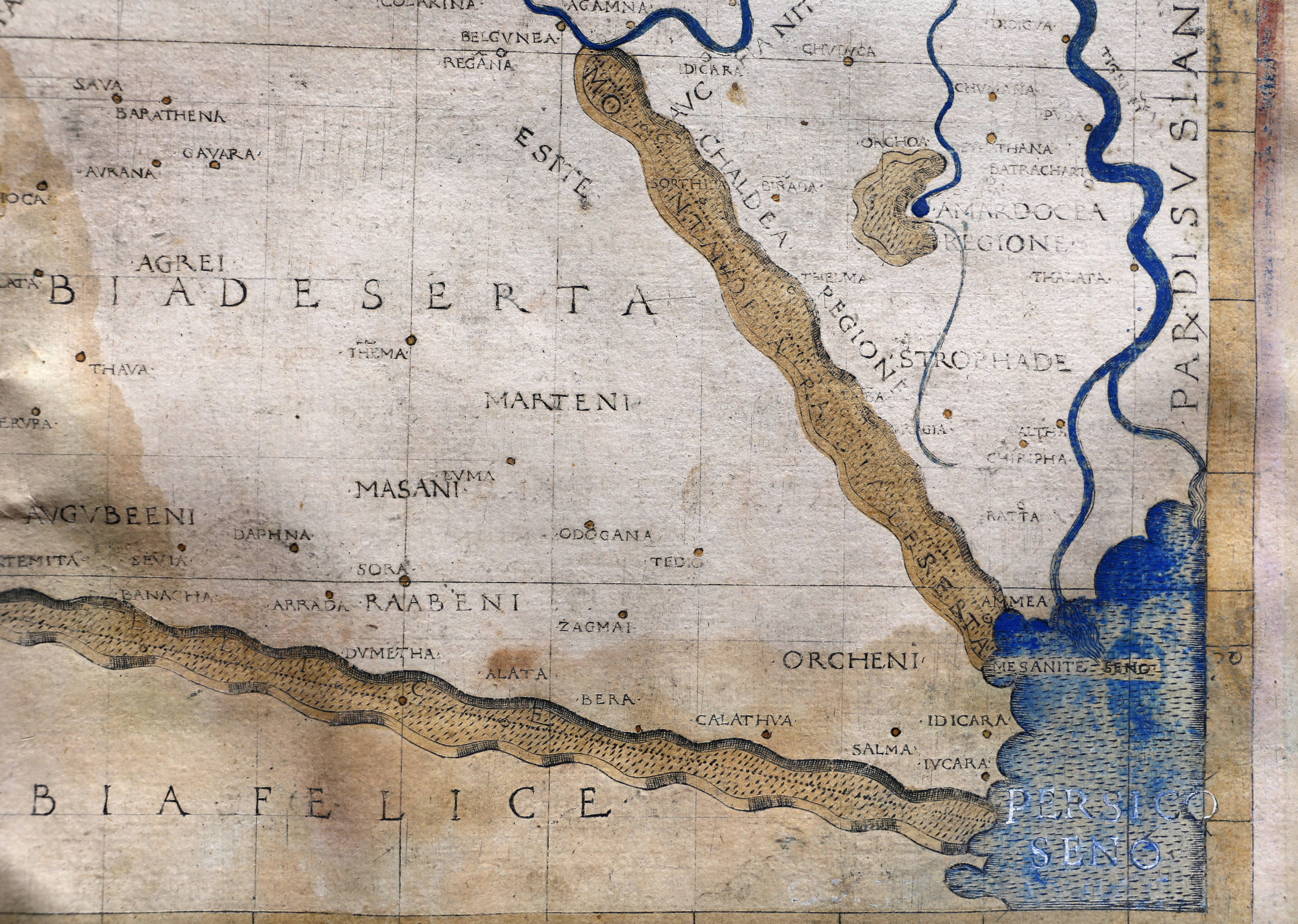
Mappa del Kuwait del 1482

Nell'antichità classica l'isola di Failaka era certamente abitata ed una descrizione dell'Isola è contenuta nell'Anabasi di Alessandro, il testo classico che descrive le imprese di Alessandro Magno. Fino all'inizio del XVI secolo la zona corrispondente all'odierno Kuwait era un arido deserto scarsamente popolato facente parte della Mesopotamia.
Nel 1612 Barrak bin Ghurayf, sceicco della tribù dei Banu Khaled, costruì un piccolo fortino (Kut, da cui il nome - al diminutivo appunto - del paese) contro gli Ottomani.
Nel XVIII secolo i Banu Khāled accolsero tribù provenienti dall'Arabia centrale, allora devastata dalla siccità e dalla perdita di bestiame, da allora note come gli Utub del Qurayn (il nome della regione all'epoca); soltanto nel 1716 sorse la denominazione Kuwait. L'area iniziò a prosperare con il commercio di perle e spezie tra India ed Europa. Indeboliti dal conflitto con i Wahhabiti, i Banu Khāled persero influenza e nel 1756 gli Utub elessero Sabah I bin Jabir primo sceicco del Kuwait: da lui discende la dinastia emirale Al Sabah.
Nel 1871, il governatore di Baghdad Midhat Pascià costringe lo sceicco Abdallah Al Sabah ad allearsi con lui e a riconoscere la sovranità turca su quel territorio.

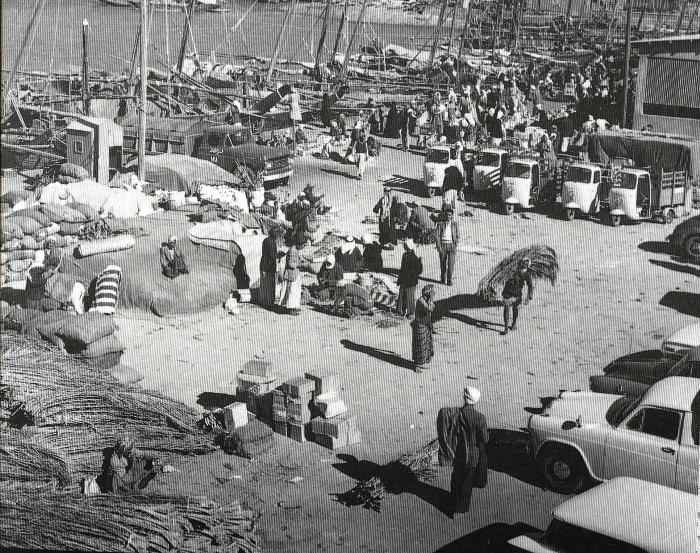
Il vecchio porto di Madinat Al-Kuwait

Rioccupata la zona all'inizio del XIX secolo, nel 1897 l'Impero ottomano riconobbe al Kuwait e al suo sceicco lo status autonomo di cazà (suddivisione di un sanjak o sangiaccato), ma la regione il 23 novembre 1899 diventò un protettorato britannico dopo essere stata oggetto di contesa anche di altre potenze europee - soprattutto la Germania e la Russia - per effetto dell'accordo segreto firmato dall'allora sceicco Mubarak Al Sabah. L'influenza britannica sul Kuwait divenne subito evidente quando gli ingegneri tedeschi del progetto ferroviario Berlino-Baghdad studiarono lo sbocco al mare della tratta Bassora-Kuwait. I britannici si opposero e, nel 1901, ci fu uno scambio di note diplomatiche con l'Impero ottomano sullo status quo del Kuwait.

### Dominio britannico
La Convenzione Anglo-Ottomana del 1913 riconobbe diplomaticamente lo sceicco Mubarak Al Sabah come soggetto alla sovranità ottomana, ma anche al protettorato britannico. Tale accordo non fu peraltro mai ratificato a causa dello scoppio della prima guerra mondiale, in cui il Kuwait si schierò con il Regno Unito contro l'Impero ottomano. La grande guerra disintegrò l'Impero ottomano ed i britannici invalidarono la Convenzione del 1913 dichiararono il Kuwait uno "sceiccato indipendente sotto protettorato britannico". Il Trattato di Uqayr del 1922 fissò il confine con l'Arabia Saudita e istituì la zona neutrale kuwaitiano-saudita, un'area di circa 5.180 km² a sud del Kuwait. Questo trattato sancisce la vera e propria nascita del Kuwait, non giustificata da particolarità storiche o geografiche, ma funzionale agli interessi britannici nel territorio. In questo modo la Gran Bretagna impedì l'accesso al mare all'Iraq, rendendo indipendente il suo territorio costiero.
Il 10 marzo 1939, scoppiò un'insurrezione popolare per chiedere la riunificazione del Kuwait all'Iraq. Lo sceicco kuwaitiano, con il sostegno militare britannico e "consiglieri", schiacciò la rivolta e uccise o imprigionò i suoi partecipanti. Il re Ghazi d'Iraq chiese pubblicamente la liberazione dei prigionieri e intimò lo sceicco di porre fine alla repressione del Movimento per il Kuwait libero. Ghazi ignorò gli avvertimenti della Gran Bretagna per rimangiarsi tali dichiarazioni pubbliche e nell'aprile del 1939 venne trovato morto. Si presume che sia stato assassinato da agenti britannici. Faysal II era un bambino in quel periodo e Nuri es-Said, un ex-ufficiale dell'esercito ottomano alleato dei britannici, divenne il governatore fattuale dell'Iraq.
A partire dagli anni 30 del XX secolo per il Kuwait inizia l'età del petrolio. La prima concessione petrolifera fu concessa nel 1934 alla Kuwait Oil Company, una joint venture al 50/50 tra la Anglo-Iranian Oil Company e la Gulf Oil. L'effettiva scoperta dell'oro nero è del 1938, ma la produzione fu ritardata dalla seconda guerra mondiale ed iniziò solo nel 1946. La conferma di grandi giacimenti di petrolio ha trasformato il Kuwait in uno dei più ricchi Stati della Penisola e uno dei maggiori esportatori mondiali di petrolio (il maggiore del Golfo Persico già nel 1952). In quell'anno, a causa della nazionalizzazione dell'industria petrolifera iraniana da parte di Mohammad Mossadeq e della successiva crisi di Abadan la produzione kuwaitiana sostituì quella persiana.

### Indipendenza
Negli anni '50 in tutto il Vicino Oriente si sviluppò un forte nazionalismo arabo legato al carisma del leader egiziano Nasser e alla crisi di Suez ed il Kuwait non faceva eccezione. L'Emiro ʿAbd Allāh Āl Ṣabāḥ avviò allora un negoziato con i britannici arrivando ad ottenere l'indipendenza dal Regno Unito il 19 giugno 1961. Nel 1960, quando ancora non era pienamente indipendente, l'Emirato aderì all'OPEC. Il Kuwait concordò quindi con l'Arabia Saudita lo sfruttamento paritario delle riserve petrolifere della zona neutrale. Nell'ottobre 1963, dopo aver opposto resistenza, anche l'Iraq riconobbe formalmente l'indipendenza del Kuwait e i suoi confini.
A causa della forte minoranza palestinese che viveva nel Paese, il Kuwait risentì delle conseguenze delle guerre arabo-israeliane, della creazione nel 1968 dell'OLP e delle tensioni tra palestinesi ed altri Paesi arabi (come il settembre nero giordano del 1970 e la guerra civile libanese iniziata nel 1975).
Gli investimenti nell'industria petrolifera e la conseguente crescita economica attirarono nel nuovo Stato numerosi lavoratori stranieri (soprattutto dall'Egitto e dall'India) di cui solo pochi riuscirono ad ottenere la cittadinanza, nonostante siano percentualmente più numerosi della popolazione locale. Negli anni settanta il Kuwait nazionalizzò la Kuwait Oil Company (Q8), terminando la partnership con British Petroleum e Gulf Oil.

### L'invasione irachena e la liberazione del Kuwait

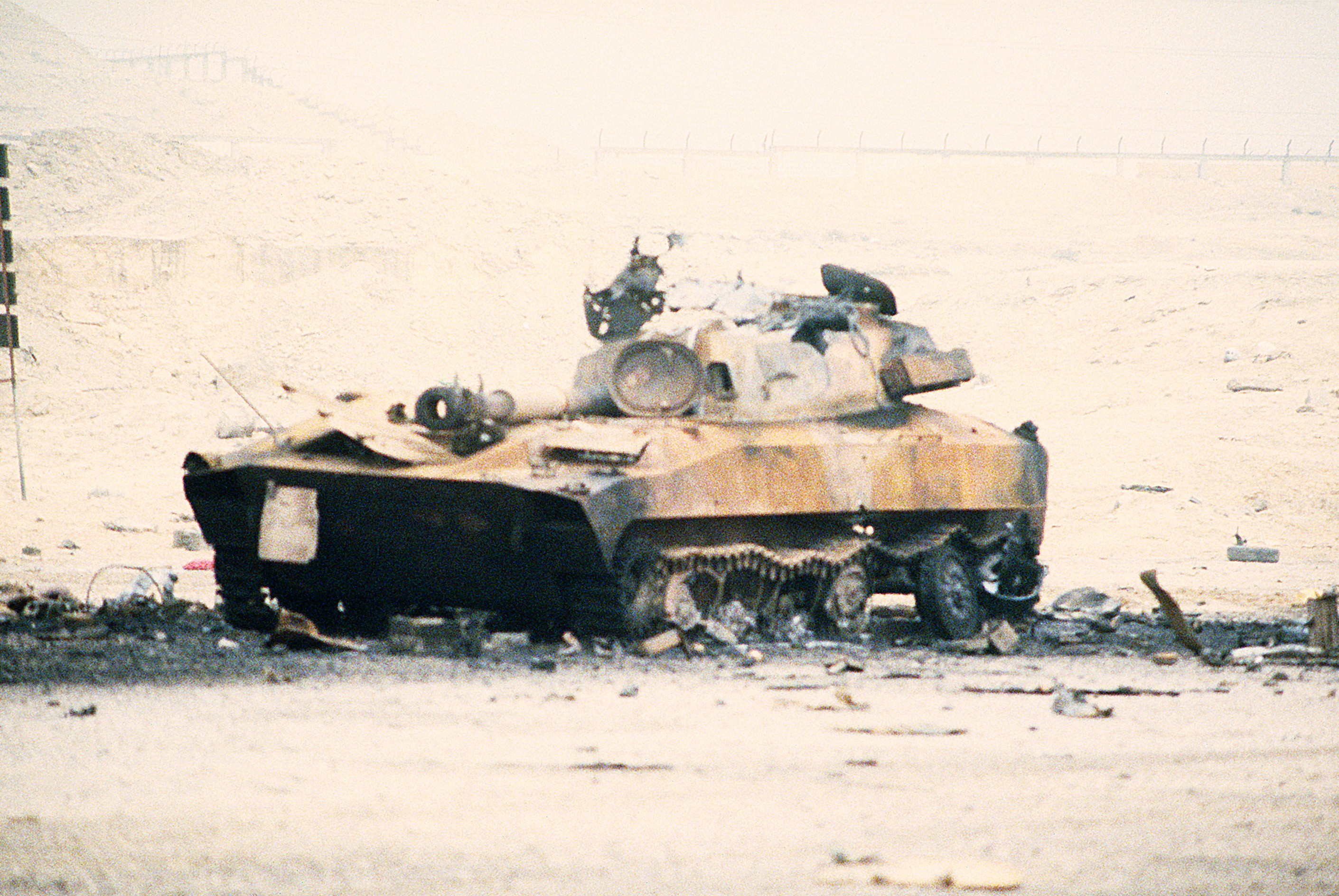
Blindato (Semovente d'artiglieria 2S1) iracheno distrutto nel deserto

Dopo essere stato alleato dell'Iraq durante la guerra Iran-Iraq, concedendo prestiti per 65 miliardi di dollari, e dopo un breve conflitto economico, il Kuwait fu invaso e annesso dall'Iraq il 2 agosto 1990 con la motivazione del ripristino di antichi confini e più recenti furti di petrolio. La monarchia fu deposta e fu insediato un governatore iracheno (Ali Hassan al-Majid come governatore e Alaa Hussein Ali come primo ministro). La comunità internazionale tuttavia considerando questa una violazione del diritto internazionale non riconobbe l'annessione; il Kuwait formò un governo in esilio basato a Ta'if, in Arabia Saudita.
Il Consiglio di Sicurezza delle Nazioni Unite autorizzò una coalizione di 34 paesi, guidata dagli Stati Uniti, a intervenire militarmente. Il 27 febbraio 1991 si concluse la Guerra del Golfo con la liberazione del Kuwait e il reinsediamento dell'Emiro Jābir Āl Ṣabāḥ.
L'esercito iracheno in ritirata appiccò il fuoco a circa 600 pozzi petroliferi e danneggiò i 100 restanti, provocando una catastrofe ambientale ed economica in tutto il Golfo: oltre ai versamenti in mare, il 5% del territorio del Kuwait fu coperto da laghi di petrolio e furono necessari più di nove mesi per spegnere gli incendi. Inoltre, il Kuwait pagò 17 miliardi di dollari come rimborso spese alla coalizione.

## Geografia
Il territorio del Kuwait, uno dei più piccoli paesi del mondo e l'unico senza riserve d'acqua naturali, è costituito principalmente da deserto (solo lo 0,84% della superficie è coltivabile), con lievi differenze di altitudine (la massima è 306 m s.l.m.). Il clima tropicale è secco (127 mm all'anno) e caldo (anche oltre i 45 °C in estate). Sulla costa, lunga 499 km e dotata di un porto naturale nella baia di Kuwait, sono situate nove isole, di cui solo una (Faylaka) è abitata e la più grande (Bubiyan) è collegata alla terraferma con un ponte. Le città sono Al Kuwait, Jahrah, Salmiya, Hawalli e Shuwaikh. Più di 363 specie di uccelli sono state registrate in Kuwait. Ogni anno passano dal Kuwait dai 2 ai 3 milioni di uccelli. Le isole del paese sono importanti zone di riproduzione per quattro specie di Sterninae e per il cormorano di Socotra. Nel paese sono presenti tre principali impianti di trattamento delle acque reflue.

## Società

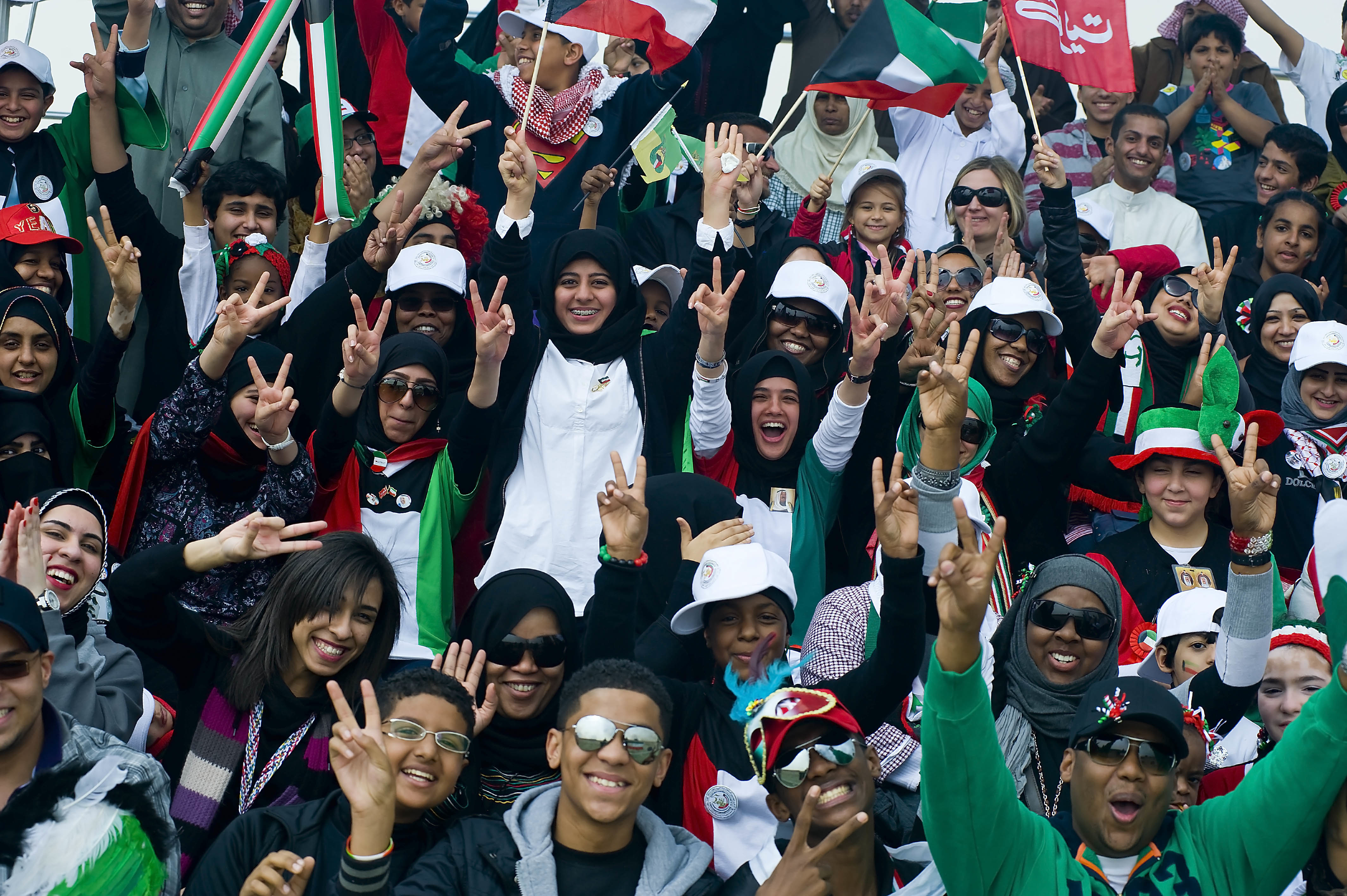
Giovani kuwaitiani

Su una superficie di 17.818 km², il Kuwait ha una popolazione di 3.100.000 abitanti, di cui solo 960.000 sono cittadini kuwaitiani. Nel 2016 la popolazione era di 4.052.584 abitanti. La società kuwaitiana è cosmopolita.

### Composizione etnica
Il Kuwait rappresenta un paese multietnico; l'industria petrolifera ha infatti attratto molti immigrati nel paese; i kuwaitiani nativi rappresentano circa un terzo della popolazione, mentre i due terzi è costituito da immigrati, originari in maggioranza dall'Asia meridionale e dai paesi arabi. 
Tra gli immigrati arabi le nazionalità principali sono rappresentate dagli egiziani, dai sauditi, dai siriani e dai palestinesi, mentre tra gli asiatici del sud e del sud-est primeggiano gli indiani, i filippini, i bengalesi e i pakistani. Gli ajam del Kuwait, originari dell'Iran, rappresentano una minoranza significativa dei kuwaitiani nativi. Parte della popolazione è costituita dai cosiddetti bidun, residenti nativi apolidi da generazioni.

### Lingue
La lingua ufficiale è l'arabo. L'arabo standard è usato in diglossia con l'arabo del Golfo. Molto popolare è la lingua inglese, che ricopre di fatto il ruolo di seconda lingua. Diffuse tra gli immigrati sono l'hindi, l'urdu e il persiano.

### Religione
La religione ufficiale e più diffusa è l'islam, praticato dai tre quarti della popolazione; la maggioranza dei musulmani è sunnita e una cospicua minoranza è sciita. C'è una vasta minoranza cristiana costituita da immigrati. Una piccola minoranza dei cristiani sono cittadini nativi kuwaitiani, discendenti da immigrati principalmente arabi cristiani giunti dal resto del Medio Oriente all'inizio del XX secolo.

## Ordinamento dello Stato

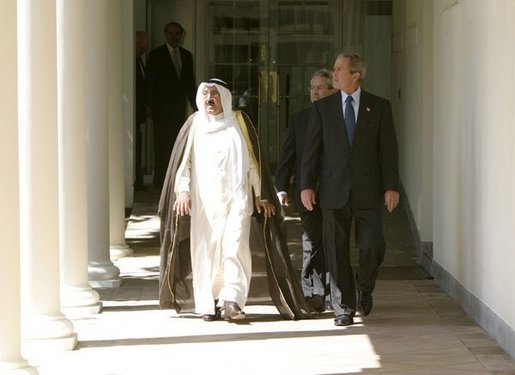
L'Emiro Sabah al Sabah con il Presidente Bush

Il Kuwait è una monarchia costituzionale con un sistema di governo parlamentare, il più antico del Golfo.
Il capo dello Stato è l'Emiro, un titolo semi-ereditario.
L'emiro nomina il primo ministro, che fino a pochi anni fa era anche l'erede al trono. Un consiglio dei ministri (non più di 16, con almeno un parlamentare) aiuta il primo ministro nei suoi compiti di capo del governo. Il Parlamento, o Majlis al-Umma (Assemblea Nazionale), consta di 50 membri, che vengono scelti in elezioni che si tengono ogni quattro anni, e dei ministri. Il Parlamento ha il potere di rimuovere il primo ministro o un qualsiasi ministro e di confermare la nomina del principe ereditario e dell'emiro. In assenza di conferma l'emiro o la famiglia reale degli Al Sabah (i cui membri hanno tutti il titolo onorifico di sceicco) devono proporre una terna di candidati tra cui il Parlamento fa la sua scelta. Morto l'emiro Jaber il 15 gennaio 2006, non potendo il malato principe ereditario Sa'd al-Sabah né giurare né abdicare, è stato rimosso dal Parlamento, che ha confermato nuovo emiro Sabah al-Sabah, il quale ha giurato il 29 gennaio 2006. La Costituzione del Kuwait (الدستور الكويتي) è dell'11 novembre 1962.
Fino al 2005 avevano il diritto di voto solo i maschi adulti, cittadini da almeno 30 anni e non membri delle forze armate per un totale di 139.000 elettori (il 15% dei cittadini e meno del 5% della popolazione). Il 16 maggio 2005 il Parlamento ha esteso il diritto di voto alle donne. Tuttavia, dato che il conseguimento della cittadinanza kuwaitiana è molto difficile, e che la maggioranza della popolazione è costituita da immigrati e dai loro discendenti, gli elettori costituiscono solo il 10% della popolazione.

### Suddivisione amministrativa

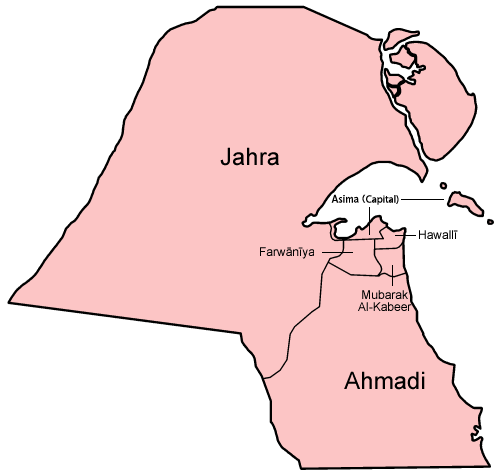
Mappa dei governatorati del Kuwait

Il Kuwait è suddiviso in 6 governatorati (muhafazat):
- Governatorato di al-Ahmadi
- Governatorato di al-Farwaniyya
- Governatorato di al-Jahra
- Governatorato della Capitale (o di al-'Asima)
- Governatorato di Hawalli
- Governatorato di Mobarak al-Kabir

Al Kuwait è la capitale politica ed economica.

## Media
I media del Kuwait sono annualmente classificati come "parzialmente liberi" nella Libertà di stampa secondo Freedom House. Sono considerati i più liberi del golfo Persico, tanto che il Kuwait figura in possesso dei mezzi di comunicazione più liberi dell'intero Mondo arabo.
Dal 2005, il Kuwait ha spesso guadagnato la posizione più elevata di tutti i paesi arabi nell'annuale Press Freedom Index del Reporters Without Borders. Nel 2009, 2011, 2013 e 2014 il Kuwait ha superato Israele come paese con la più elevata libertà di stampa in Medio Oriente. Il Kuwait è anche spesso classificato come il paese arabo con la massima libertà di stampa nell'indagine annuale Freedom of Press della Freedom House.
Il Kuwait produce un numero di giornali e di riviste pro capite superiore rispetto ai paesi con cui confina. La libertà di stampa ha comunque delle limitazioni: mentre è consentita la critica verso i membri della famiglia e del governo al potere, molte persone sono state incarcerate per aver diffamato l'Emiro. La costituzione del Kuwait infatti criminalizza la critica verso l'Emiro.
In Kuwait sono presenti 12 canali televisivi satellitari, di cui quattro controllati dal Ministero dell'Informazione. La Kuwait Television (KTV), di proprietà dello stato, ha offerto la prima trasmissione a colori nel 1974 e gestisce cinque canali televisivi.

## Istruzione
Il Kuwait ha il più alto tasso di alfabetizzazione nel mondo arabo. Il sistema di istruzione generale comprende quattro livelli: Scuola dell'infanzia (della durata di 2 anni), scuola primaria (della durata di 5 anni), livello intermedio (della durata di 4 anni) e scuola secondaria (della durata di 3 anni). La scolarizzazione a livello primario e intermedio è obbligatoria per tutti gli studenti di età compresa tra i 6 e i 14 anni. Tutti i livelli di istruzione statali, tra cui l'istruzione superiore, sono facoltativi. La mobilità internazionale degli studenti del Kuwait ha quasi raggiunto livelli record. Il sistema scolastico pubblico è in fase di rinnovamento grazie a un progetto in collaborazione della Banca Mondiale.

### Università
L'Università del Kuwait è stata fondata nel 1966 .

## Cultura
Il Kuwait è ampiamente considerato la capitale culturale della regione del Golfo persico, spesso soprannominato l'"Hollywood del Golfo" grazie alla popolarità delle sue soap opera televisive e alle sue opere teatrali.
Non sono presenti fino al 2018 beni nella Lista dei patrimoni dell'umanità dell'UNESCO, anche se è al vaglio l'inserimento di Beni anche per il Kuwait, in questo caso si parla della zona di Al Kuwait, la capitale.

### Soap opera
Le soap opera del Kuwait sono le più viste nella regione del golfo Persico. La maggioranza delle soap opera prodotte nella regione del golfo sono girate proprio in Kuwait.

### Produzione letteraria
Tra i più importanti scrittori kuwaitiani del XX secolo possiamo ricordare il poeta Zaid Al-Harb.

### Musica
Il Kuwait è il luogo di origine di diversi generi musicali popolari, come ad esempio sawt e fijiri.
Celebre cantante e spesso considerata icona della musica kuwaitiana è Nawal El Kuwaitia. Altro noto cantante Humood AlKhudher.

### Arte
Il Kuwait possiede il più antico movimento di arte moderna della penisola arabica. A partire dal 1936, il Kuwait è il primo paese del golfo Persico a concedere borse di studio nel campo delle arti. Nel paese sono presenti più di 20 gallerie d'arte.

### Cinema
Riguardo all'aspetto cinematografico ricordiamo il regista Abdullah Al-Wazzan, che, nel 2019, ha diretto il cortometraggio Falafel Cart.

### Gastronomia
La cucina del Kuwait risente della cucina persiana, indiana e levantina.

### Missioni spaziali
- 30 giugno 2021: viene lanciato QMR-KWT, il primo satellite del Kuwait[85].

## Sport
L'hockey sul ghiaccio in Kuwait è monopolizzato dalla Kuwait Ice Hockey Association. Il Kuwait è entrato a far parte dell'International Ice Hockey Federation nel 1985, ma è stato espulso nel 1992, visto che lo sport non era praticato quasi per nulla. Nel maggio del 2009 è stato riammesso nell'IIHF. Nel 2015 il Kuwait ha vinto il Torneo di I divisione dell'IIHF Challenge Cup of Asia. La pallacanestro è uno degli sport più popolari del paese. Il miglior piazzamento della Nazionale di pallacanestro del Kuwait nei Campionati asiatici è stato nel 1983, quando è arrivata quarta. Il calcio è lo sport più popolare nel paese, ed è monopolizzato dalla KFA (Federazione calcistica del Kuwait): nel 1980 la Nazionale di calcio del Kuwait ha vinto la Coppa d'Asia. La nazionale ha vinto inoltre 10 edizioni della Coppa delle Nazioni del Golfo.
Il Kuwait ai Giochi olimpici ha attualmente vinto 3 medaglie: primo atleta del Kuwait a vincere una medaglia olimpica è Fehaid Aldeehani, medaglia di bronzo nel tiro a volo, a Sydney 2000, e, a Rio de Janeiro 2016, sotto l'egida degli Atleti Olimpici Indipendenti, ha vinto la medaglia d'oro.
Importante affermazione del Kuwait nel Campionato del Mondo Aquabike con Youssef Al Abdulrazzaq, più volte Campione del mondo (nel 2017-2016-2013), nella Categoria Runabout GP1.

## Ricorrenze nazionali
| Data        | Nome                     | Significato |
| ----------- | ------------------------ | --- |
| 25 febbraio | Yawm al watani           | Festa nazionale: celebrazione dell'indipendenza dal Regno Unito, nel 1961; inizio di Regno dell'attuale emiro del Kuwait Sabah IV al-Ahmad al-Jabir Al Sabah, nel 2006* |
| 26 febbraio | Giorno della liberazione | Giorno della Liberazione del Kuwait, nel 1991 |

- Nota: la festa nazionale del Kuwait che ricorre il 25 febbraio di ogni anno celebra effettivamente l'indipendenza dal Regno Unito avvenuta il 19 giugno 1961 e l'inizio di Regno dell'attuale Emiro del Kuwait Sabah IV al-Ahmad al-Jabir Al Sabah, avvenuto il 29 gennaio 2006. La data del 25 febbraio è stata scelta in onore all'Emiro del Kuwait Abd Allah III al-Salim Al Sabah, nel Giorno della sua Incoronazione avvenuta il 25 febbraio 1950.

## Economia
L'economia è basata sull'industria petrolifera: i giacimenti furono scoperti all'inizio degli anni 30 del XX secolo. L'agricoltura è stata possibile solo in seguito a una forte opera di canalizzazioni, è fiorente anche il terziario (turismo, commercio, sport, ecc.).
Il Kuwait possiede il 10% delle riserve petrolifere mondiali, stimate in 101 miliardi di barili, e si posiziona al quinto posto al mondo dopo Arabia Saudita, Canada, Iran ed Iraq. Ha una capacità produttiva di greggio che oscilla tra i 2,25 e i 2,7 milioni di barili al giorno. L'economia dell'emirato si basa per circa il 95% sui proventi della produzione e della vendita del petrolio greggio e dei suoi derivati, che rappresentano la quasi totalità delle sue esportazioni. Sempre dall'industria petrolifera proviene l'80% delle entrate pubbliche.
Il settore finanziario è il secondo comparto economico derivato dagli investimenti delle entrate petrolifere che negli anni novanta oscillavano tra i 100 e 200 miliardi di dollari, principalmente attraverso il Kuwait Investment Office (KIO), che possiede nel suo portafoglio rilevanti pacchetti azionari e partecipazioni incrociate in imprese di rilevanza mondiale tra le quali Fiat, Mercedes, BP, Hoechst, ecc.
Questa ricchezza di risorse abbinata alla relativa scarsità della popolazione ne fa il quarto paese più ricco al mondo. La Guerra del Golfo danneggiò gravemente le infrastrutture del paese, che sono state ricostruite in meno di tre anni, con una spesa di 50 miliardi di dollari.
Il governo del Kuwait ha interrotto la costruzione di una nuova raffineria nel paese, la Kuwait National Petroleum Company aveva scelto la compagnia statunitense Fluor per la gestione del progetto. La raffineria era stata progettata per essere pronta nel 2012 ed avere una produzione di 615 000 barili di petrolio al giorno. Fonti in Kuwait riportano che il progetto è stato annullato non solo per motivi finanziari ma anche per un sospetto caso di corruzione della compagnia americana Fluor.

### Innovazioni economiche
Lo sviluppatore del Kuwait SSH ha annunciato nel 2018 il progetto per la realizzazione del più grande ospedale pediatrico del mondo, che sorgerà nella regione di Al-Shuwaikh, all'interno del complesso ospedaliero al Sabah. Il complesso pediatrico coprirà una superficie di 300.000 metri quadrati e sarà il più grande su piano mondiale nel settore, con un totale di 792 posti letto. All'ambizioso progetto hanno contribuito società canadesi e statunitensi.